# Противостояние (роман Стивена Кинга)
«Противостояние» (англ. The Stand) — четвёртый роман американского писателя Стивена Кинга, написанный в жанре постапокалиптики с элементами фантастики и ужасов, впервые опубликованный в 1978 году издательством «Doubleday». Роман повествует о 19-дневной эпидемии супергриппа, убивающей практически всё население мира. Немногие выжившие, объединившиеся в две группы в двух разных городах, устанавливают новый общественный строй и вступают в противостояние друг с другом. 
Приступая к написанию романа, Кинг хотел создать фэнтези-эпопею в духе «Властелина колец» в декорациях современной Америки. Книга тяжело давалась автору из-за большого количества персонажей, сюжетных линий, и, как следствие, большого объёма. В 1990 году роман был переиздан в отредактированном и дополненном виде с подзаголовком «Полное издание без сокращений»; Кинг восстановил в нём некоторые фрагменты текста, изначально попавшие под сокращение, пересмотрел порядок глав и сместил действие романа с 1980 года на 1990 год, соответственно исправив ряд культурных отсылок. Полная версия романа «Противостояние» считается самой объёмной работой автора. Роман разошёлся тиражом в 4 500 000 экземпляров.
Роман был высоко оценён литературными критиками и считается одним из лучших произведений писателя. Получив ряд номинаций на литературные премии, в том числе «Балрог», «Локус» и «Всемирную премию фэнтези», роман вошёл в рейтинги лучших книг по версии «Rolling Stone», «Time», «Modern Library», «Amazon» и «BBC»; обозреватели похвалили правдоподобную историю, актуальность поднятых проблем и живость персонажей, но слабыми сторонами книги посчитали затянутость отдельных эпизодов, сюжетный дуализм и нарочитую развязку.
По роману было снято два одноимённых мини-сериала — первый вышел в 1994 году на телеканале «ABC», а второй в 2020 году на телеканале «CBS All Access». С 2008 по 2012 годы «Marvel Comics» опубликовала серию графических романов за авторством Майка Перкинса.

## Сюжет
Роман разделён на три неравные части — «Капитан Торч» (англ. Captain Trips), «Перепутье» (англ. On the Border) и «Противостояние» (англ. The Stand).

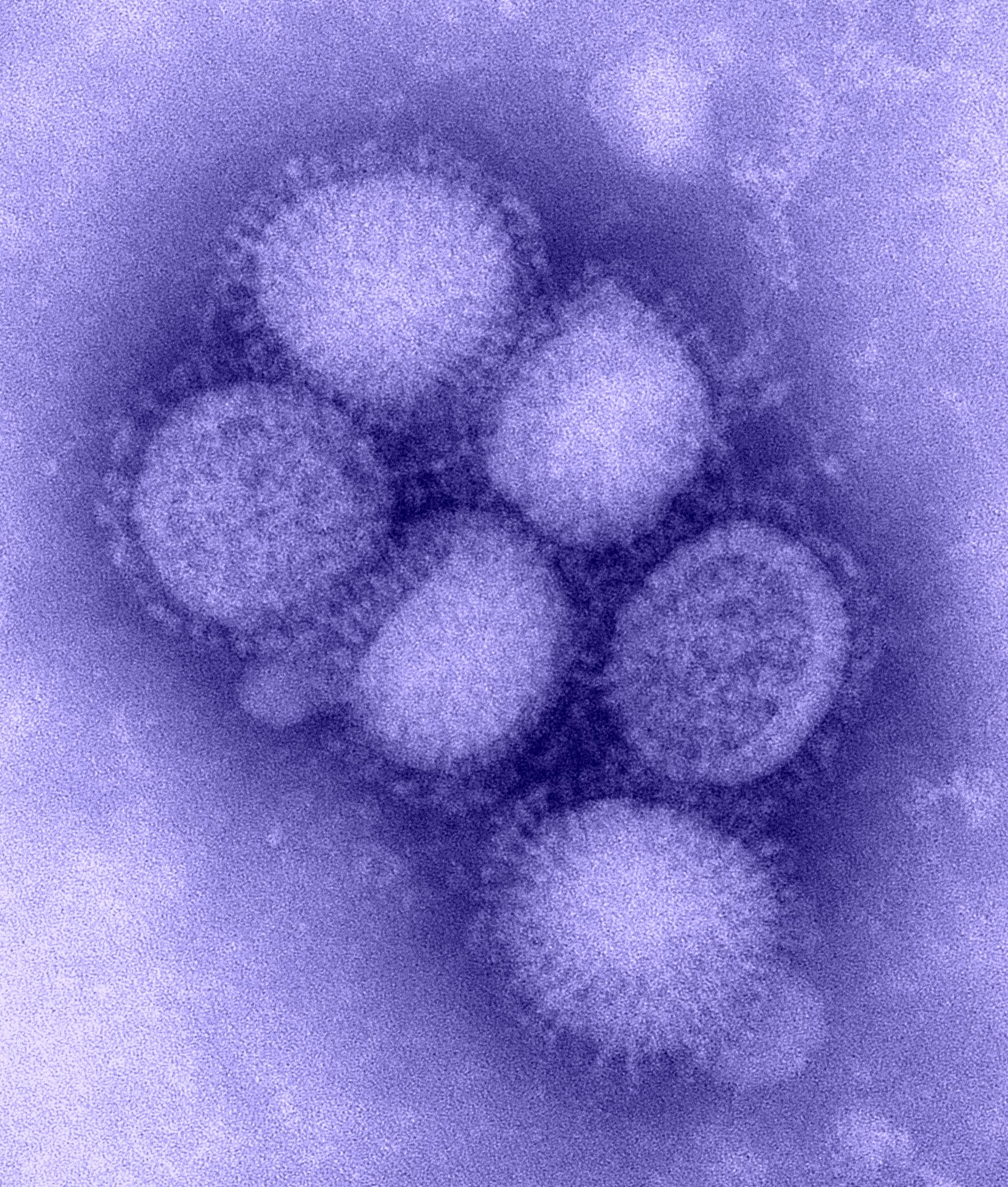
Вирус гриппа H1N1 под микроскопом

В первой части рассказывается о том, как из секретной лаборатории Министерства обороны США в пустыне Мохаве в результате трагической случайности вырывается на свободу опаснейший вирус — исключительно заразный и столь же летальный штамм гриппа, разрабатывавшийся как биологическое оружие, и о последовавшей за этим 19-дневной эпидемии. Отредактированное переиздание 1990 года открывается прологом, в котором Кинг более подробно описывает разработку вируса в лаборатории и брешь в системе охраны, из-за которой произошла утечка вируса.
Все сотрудники лаборатории погибают, но одному из них (охраннику Чарльзу Кэмпиону) удаётся сбежать и вывезти семью за пределы штата. Через 2 дня его автомобиль врезается в автозаправку в городе Арнетте (Техас). Владелец автозаправки Уильям (Билл) Хэпскомб и его работники вытаскивают из машины полуживого Кэмпиона, который умирает по дороге в больницу, но перед этим успевает заразить и Билла, и работников скорой помощи. Билл заражает своего двоюродного брата Джозефа (Джо) Брентвуда — офицера дорожной полиции, и вирус оказывается за пределами штата и начинается неуправляемое заражение. Армия изолирует город, не чураясь расстрелов безоружных людей, но все эти усилия напрасны — «супергрипп», окрещённый журналистами «Капитаном Торчем», лавинообразно распространяется по стране и выходит за её пределы; лишь 0,6 % людей не подвержены заражению, а все заражённые (99,4 % людей) умирают. Автор через призму нескольких личных трагедий описывает распад общества, взрывы насилия, неспособность правительства и армии остановить эпидемию и в итоге гибель практически всего человечества; также погибают и многие выжившие, не в силах смириться с утратой родных и близких или будучи неспособными выжить в новом мире, где о себе теперь приходится заботиться самому.
Стюарт (Стю) Редман, одним из первых подвергшийся воздействию «супергриппа», имеет к нему иммунитет. Его насильно удерживают в специализированном центре в Стовингтоне (Вермонт), пытаясь создать вакцину, но ему удаётся сбежать после смерти всех сотрудников, одного из которых Стю приходится убить лично. Затем он пересекается с интеллигентным профессором социологии Гленом Бейтманом, беременной студенткой колледжа Фрэнсис (Фрэнни) Голдсмит и закомплексованным подростком Гарольдом Лаудером, которые хотели добраться в ЦКЗ, и отговаривает их от этого. Разочаровавшийся в жизни певец Ларри Андервуд, ставший популярным незадолго до начала эпидемии, после смерти матери также идёт по их следам:202. Стю и Фрэнни, к разочарованию Гарольда, постепенно тянет друг к другу и они становятся любовниками; отвергнутый Гарольд затаивает обиду.
Всех героев объединяют общие сны, в которых они видят 108-летнюю Абагейл Фримантл из городка Хэмингфорд-Хоум (Небраска). Следуя своим снам, они приходят к этой женщине — самому пожилому человеку в штате. Матушка Абагейл становится их духовным лидером; она приводит группу в город Боулдер (Колорадо), куда стекаются и другие выжившие, привлечённые её телепатическими воззваниями — к ним присоединяются Николас (Ник) Эндрос, глухонемой помощник шерифа из Шойо (Арканзас); Томас (Том) Каллен, добросердечный и умственно отсталый парень из города Мэй; Надин Кросс, старая дева и бывшая воспитательница в детском саду в Нью-Гэмпшире; и Ральф Брентнер, добродушный фермер из Оклахомы. Объединившись в Боулдере, герои пытаются построить обновлённое общество, нарекают свои земли «Свободной зоной Боулдера», организуют похоронные бригады и восстанавливают подачу электричества.
В это же самое время на западе страны обладающий паранормальными способностями «Тёмный человек», называющий себя Рэндаллом Флэггом, пытается построить собственное государство из людей, призванных насланными им видениями. Его силы многократно превосходят силы матушки Абагейл, но использует он их во зло; собранные им люди поклоняются ему, как мессии, и с радостью подчиняются его диктатуре. Флэгг спасает от голодной смерти неудавшегося грабителя Ллойда Хенрида, запертого в тюрьме и занимавшегося каннибализмом, сделав его своей правой рукой. Пироман Дональд «Мусорный бак» Элберт после уничтожения нефтяных резервуаров компании «Чири ойл» в городе Гэри (Индиана) и встречи с безумцем по кличке «Малыш» присоединяется к группе Флэгга в Лас-Вегасе (Невада) и становится специалистом по оружию. Флэгг готовится к войне с Боулдером:202.
Матушка Абагейл получает видение, из которого понимает, что из-за испытываемой гордыни ей необходимо уйти в пустыню. Надин Кросс посещают сны, в которых ей видится Флэгг, сообщающий, что она обещана ему, поэтому не отвечает на знаки внимания со стороны Ларри Андервуда, который продолжает встречаться с Люси Свон. Надин, объединившись с Гарольдом, решают уничтожить Совет Свободной зоны, в который входят множество ключевых деятелей Боулдера. Незадолго до этого совет посылает троих разведчиков, чьи личности держатся в секрете от остальных, в Лас-Вегас. Гарольд устанавливает бомбу в здании, в котором должно было состояться заседание Совета, и взрывает её, покинув Боулдер вместе с Надин; так как в это же время возвращается матушка Абагейл, большинства жертв удаётся избежать, но от взрыва погибает Ник. Перед смертью от истощения матушка Абагейл сообщает «божью волю» — Стю, Ларри, Глен и Ральф должны отправиться в Лас-Вегас, чтобы убить Флэгга.
Флэгг вычисляет двух шпионов, но они погибают, не успев раскрыть личность третьего (Тома Каллена). По пути в Лас-Вегас мотоцикл Гарольда поскальзывается на масляном пятне и разбивается; Гарольд выживает, но, упав с обрыва, ломает себе ногу. Надин сообщает ему, что всё это было подстроено Флэггом с самого начала. Гарольд, раскаиваясь в содеянном, кончает жизнь самоубийством. После Надин встречает Флэгга и он занимается с ней сексом, в процессе чего она теряет рассудок. Затем Флэгг представляет Надин общине как мать своего будущего ребёнка, но время одного из озарений она провоцирует Флэгга, и он в приступе ярости выкидывает Надин из окна здания; Надин погибает, разбившись о мостовую. Люди постепенно начинают сомневаться в безграничной власти Флэгга и начинают покидать город. По пути Стю ломает ногу и остальные спутники решают его оставить. Люди Флэгга берут в плен Ларри, Глена и Ральфа; впоследствии Глен был убит Ллойдом за непослушание. Флэгг решает прилюдно четвертовать пленников, в это же время в город возвращается окончательно потерявший рассудок Элберт, раздобывший ядерную бомбу.
Флэгг не в силах контролировать созданный им энергетический шар, который он использовал для испепеления одного из восставших. Шар обретает форму руки, которую в видениях герои называли «Рука Бога», подлетает слишком близко к ядерной бомбе и провоцирует взрыв, в результате которого Лас-Вегас полностью разрушается и погибают почти все его жители; Флэгг же обретает форму бесформенного чудища и исчезает за несколько секунд до взрыва. Умирающего Стю обнаруживает Том Каллен и выхаживает его; они возвращаются в Боулдер вскоре после того, как Фрэнни родила ребёнка. Ребёнок заболевает вирусом «Капитан Торч», но со временем излечивается от него и все понимают, что вновь рождающиеся дети могут обрести иммунитет к «супергриппу». Стю и Фрэнни решают покинуть Боулдер и уехать в Оганквит (Мэн).
Эпилог романа повествует о том, что Рэндалл Флэгг пережил ядерный взрыв и оказывается где-то в тропиках в южном полушарии. Он восстанавливает свои прежние силы и память и начинает собирать новых последователей:134-135.

## Создание романа

### Идея

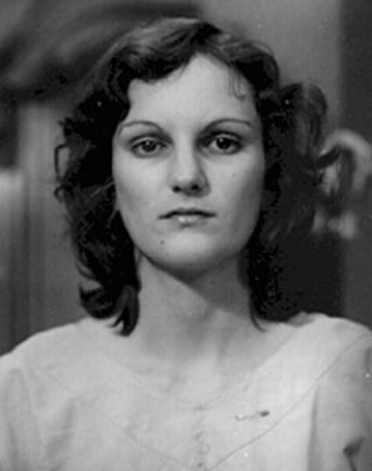
Изначально роман описывал историю террористки Патрисии Херст

Кинг начал работать над романом через месяц после окончания романа «Сияние» в Боулдере, Колорадо. Первые идеи касательно новой книги, которую Стивен озаглавил как «Дом на Валью-стрит», были связаны с делом Патрисии Херст:137-138. Книга задумывалась как роман, в котором под вымышленными именами повествуется о реальных событиях — о похищении Патрисии, «промывании мозгов», участии в ограблении банка и в перестрелке в убежище Симбионистской армии освобождения. Отбросив эту идею, Кинг посмотрел телесюжет об испытаниях химико-биологического оружия на мышах и также вспомнил об инциденте на полигоне Дагвэй, произошедшем в штате Юта — во время одного из тестов с нервно-паралитическими газами на полигоне Дагвэй газ был распылён с истребителя в 43 километрах от полигона, в результате чего погибло всё находившееся там стадо; репортёр впоследствии отмечал, что если бы ветер подул в сторону Солт-Лейк-Сити, человеческие жертвы были бы неизбежны. Этот инцидент лёг в основу романа.
Кинг воспринимал «Противостояние» как «Властелин колец», действие в котором разворачивается в Америке:150-153:25. Он на протяжении десятка лет хотел написать фэнтези-эпопею, в которой вместо хоббита — техасец (Стюарт Редман), в роли Тёмного Лорда — безумец (Рэндалл Флэгг), а функцию Мордора исполняет Лас-Вегас. По словам автора, книга родилась из строки «Тёмный человек без лица», которую он услышал от проповедника по радиопередаче, объединённой с лозунгом «Один раз в каждом поколении чума падёт на них»:150-153. Слушая «Eagles», Кинг начал формировать концепцию тёмного человека, которого он первоначально прозвал Дональдом Дефризом. Автору нравилось погружаться в мир, в котором нет нехватки бензина и где Рэндалл Флэгг может превращаться то в волка, то в ворону; в мир, в котором идёт сражение за человеческие души.

### Написание
Роман «Противостояние» писался с перерывами 3 года:137-138. Первый вариант книги был готов через 16 месяцев после начала. Одним из наиболее серьёзных препятствий на пути к окончанию романа стал случайно попавшийся на глаза писателю роман «Выжившие» Терри Нейшена, автора «Доктора Кто», повествовавший о вирусе, опустошившем мир: «Отлично, меня опередили», — сокрушался Кинг:137-138; также писатель проводил аналогию с романом «Земля пребывает вовеки» Джорджа Стюарта. Несмотря на конкурентов, писатель завершил работу: «Возникло такое чувство, словно у меня открылась язва желудка и единственный способ остановить кровотечение — дописать книгу, а иначе я просто умру»:137-138. Порой автору казалось, что он никогда не сможет завершить начатое: «Я утешал себя: ещё страниц сто, и ты увидишь свет в конце туннеля…». В компании друзей Кинг стал называть роман «карманным Вьетнамом»:150-153. Себя писатель сравнивал с Робертом Блохом, после смерти которого помнили лишь то, что он написал роман «Психо»: «Когда моё имя появится в блогах, оно будет иметь отношение к вирусу H1N1: „Это был парень, который думал о гриппе!“».
Так как роман «Противостояние» создавался в конце энергетического кризиса 1970-х годов, у писателя было сформировано отчётливое видение мира, который он описывал. Исписав 500 страниц, Кинг почувствовал, что не знает, как продолжить книгу. Он мог бы бросить черновики незаконченными, как не раз поступал до этого, но его остановило то количество времени и творческой энергии, которое было потрачено на эту работу. Кризис миновал спустя множество недель и ответ на поставленный вопрос пришёл ночью. Кинг понимал, что запустил слишком много сюжетных линий и сосредотачивался на большом количестве персонажей. Он решил послать выживших из Боулдера в Лас-Вегас, где произойдёт взрыв, уничтожающий большую часть героев. Приняв это озарение и обдумав его в течение трёх дней, Кинг решил устроить ещё один взрыв, использовав подложенную бомбу в шкафу Ника Эндроса, после чего завершил первый вариант произведения за 9 недель.
Попытавшись подробнее разобраться в причинах писательского барьера, Кинг выделил главную причину — положительные герои начинали «технологический путь к смерти». Они запускали коротковолновые передачи, со временем могли восстановить телефонную связь и даже телевидение, что отвлекало их от исполнения «воли божьей». Попытки научиться заново водить реактивные бомбардировщики в Лас-Вегасе были ожидаемы от отрицательных героев книги, однако чем дальше продвигалось произведение, тем меньше было отличий между «хорошими» и «плохими»; бомба же стала для всех своеобразной встряской. Основная идея романа «Противостояние» состояла в том, что насилие — часть натуры человека. Концовка романа говорит о том, что морали в нём нет — на вопрос Стю, будут ли люди в будущем извлекать уроки из своих ошибок, Фрэнни отвечает: «Я не знаю». Со слов Кинга, «иногда книги дают ответы, но не всегда, и мне не хотелось оставлять читателя, который прошёл вслед за мной сотни страниц, с пустыми банальностями, в которые я сам не верю».
Роман «Противостояние» подтверждал аксиому, в которой аполлониево общество разрушается дионисиевой силой — в данном случае штаммом супергриппа. Аполлониево состояние восстанавливается только к тому моменту, когда герои понимают, что способны иметь здоровых детей. Несмотря на апокалиптичную тематику, книга полна надежд по выражению Альбера Камю: «Счастье тоже неизбежно». Многие в «супергриппе» видели влияние эпидемии СПИДа, хотя на момент публикации романа он ещё не был открыт; автор отмечал, что эти болезни действительно схожи, как будто супергрипп сошёл со страниц романа:150-153. «Капитан Торч» предположительно был назван в честь прозвища Джерри Гарсии, вокалиста группы «Grateful Dead», поклонником творчества которой является писатель.
Впервые тематику супергриппа Кинг использовал в рассказе «Ночной прибой», который был опубликован в августе 1974 года в журнале «Cavalier»; при этом автор не уточнял, происходят ли события обоих произведений в одной вселенной. Работая над романом «Противостояние», Стивен показал разрушительную часть своей личности. Автору нравилось устраивать пожары на бумаге — они казались ему гораздо более весёлыми, чем в реальности; одной из любимейших для него сцен романа стал эпизод с пироманом Дональдом Элбертом, поджигающим нефтяные резервуары:150-153. Кинг чувствовал себя Александром Македонским, разрубающим гордиев узел, поскольку он видел возможность гибели социального прогресса от единственного удара:
Я люблю огонь, обожаю разрушения. Это здорово, это запретный плод, это возбуждает. С „Противостоянием“ я оторвался по полной — ещё бы: стереть всё человечество с лица планеты! Чёрт побери, это было весело! Настоящий кайф — смотреть со стороны, как в мгновение ока рушится установленный общественный порядок… Наверное, где-то внутри меня живёт маньяк-террорист:150-153.
В описании одной из сцен романа Гарольд Лаудер оставил на странице дневника шоколадный отпечаток от батончика «PayDay», хотя шоколад не входил в его состав. В первые месяцы после издания романа читатели присылали Кингу письма, отмечая допущенную им ошибку, которую автор впоследствии исправил в более поздних изданиях, заменив батончик на «Milky Way»:187-188. Однако неточность оказалась для писателя пророческой — через какое-то время компания-производитель начала выпускать «PayDay» с шоколадом:16; после этого появлялись слухи, что автор якобы намеренно допускал ошибки, проверяя поклонников на внимательность:187-188.
Спустя годы множество поклонников Стивена Кинга называли роман «Противостояние» лучшим в творчестве писателя. Кинг же считал подобное мнение печальным: «Обидно сознавать, что лучший твой роман был написан двадцать восемь лет назад»:326-327. Он выделял этот роман среди немногих своих книг, которые можно отнести к литературному наследию, к тем произведениям, которые, вероятно, будут читать и после его смерти. После пандемии COVID-19 и избрания Дональдом Трампом президентом США, Кинг и его окружение считали, что роман «Противостояние» и «Мёртвая зона» «пересеклись»: Я постоянно слышу, как люди говорят: "Ну и дела, мы как будто живем в истории Стивена Кинга". И мой единственный ответ на это: извините».

### Персонажи
В книге задействовано около сотни персонажей:121. Кинг считал, что в героях книги присутствует чуткость, свойственная людям из рабочего класса:138.
Образ Гарольда Лаудера был во многом списан с автора, но в отличие от Кинга, Гарольд одинок и чувствует себя отвергнутым уродом, не способным понравиться ни одной девушке:150-153. Поначалу Гарольд — запутавшийся в себе сердитый подросток, но под влиянием Флэгга он становится хладнокровным убийцей. Надин Кросс, поощряющая и практикующая различные сексуальные извращения с Гарольдом, «продаёт свою душу дьяволу» и становится тёмной пародией на Мадонну. Стюарт Редман предстаёт в романе как сильный и стоический мужчина, который был как свидетелем первоначального прорыва вируса, так и первым зарегистрированным человеком, обладающим к нему иммунитетом. На протяжении книги он становится лидером, защитником и голосом разума среди выживших Боулдера; Стю готов умереть во благо мира и своих друзей.
Фрэнсис Голдсмит выступает в романе в качестве морального компаса во время жарких споров, символом чистоты и надежды на будущее, а её ребёнок является воплощением неопределённости и мотивации к восстановлению общества. В расширенной версии в одной из сцен Фрэнни читает вестерн Роберты (Бобби) Андерсон, главной героини романа «Томминокеры». Ларри Андервуд в процессе повествования преображается из наркомана и безответственного эгоиста в мученика, принимающего свою участь:203.
Рэндалл Флэгг является одним из многочисленных воплощений архетипичного злодея во вселенной Стивена Кинга. Впервые в романе он упоминается шагающим по автостраде из Айдахо в Неваду. Он — высокий мужчина неопределённого возраста c лицом, преисполненным зловещей весёлости, одетый в куртку, линялые джинсы и ковбойские сапоги. Матушка Абагейл называла его другом Сатаны, не человеком и сверхъестественным существом. Он обладает множеством магических способностей — передавать тёмные сны, посылать Глаз для слежки, подчинять своей воле животных, левитировать, убивать силой мысли и испускать огненные лучи. Он может выглядеть как нормальный мужчина, однако часто его лицо становится дьявольским, а глаза начинают светиться в темноте. Флэгг собирает последователей исключительно с целью преклонения. Ближе к окончанию романа он начинает терять уверенность в себе, когда к нему возвращаются воспоминания до эпидемии супергриппа. В расширенной версии романа, в эпилоге Флэгг после взрыва ядерной бомбы оказывается где-то в тропиках — он не знает, где находится, однако «место, где ты решил принять бой значения никогда не имело. Главное, что ты здесь… и всё ещё на ногах»:134-135. В описании финальной сцены с участием персонажа присутствуют отсылки к песне «The End» группы «The Doors»:149-150.
Автор признавался, что образ Флэгга пришёл к нему в студенческом кафе во время работы над стихотворением «Тёмный человек» (англ. The Dark Man). Кинг представлял героя как харизматичного и чрезвычайно привлекательного человека, склоняющего людей к худшему: «Он пришёл ко мне из ниоткуда, этот парень в ковбойских сапогах<…> и он никогда не покидал мой ум<…> Он был там, на самом деле, с самого начала моей писательской карьеры — всегда был вокруг». Внешность Флэгга постоянно меняется, поэтому он может выглядеть и как Тони Кёртис, и как Джастин Тимберлейк. Обыденность его одежды используется как способ обмана, выдавая героя за «одного из нас». Работая над второй редакцией романа «Стрелок», Кинг решил связать Флэгга с антагонистом цикла «Тёмная Башня», посчитав что Уолтер (он же «Человек в чёрном») и Флэгг — одно и то же лицо:61. Позже этот персонаж стал главным антагонистом в романе «Глаза дракона», пытавшимся захватить власть в королевстве Делейн. С циклом «Тёмная Башня» роман связывает и место действия романа «Колдун и кристалл» — в нём путешествие Роланда Дискейна и его друзей происходит в уже погибшем мире «Противостояния»:63,133.

### Публикация
Книга весом в 12,5 фунтов и объёмом в 1200 страниц была направлена в издательство «Doubleday», но издательство посчитало роман чересчур длинным:150-153 — по подсчётам бухгалтерии, с учётом производственных затрат и усреднённых продаж предыдущих романов Кинга, предельная цена книги в переплёте не могла составлять более 12 долларов 95 центов. Технология обработки предполагала использование клея вместо тканевого переплёта, что накладывало определённые ограничения на предельный размер книги. Типографский пресс «Doubleday» был рассчитан максимум на 800 страниц:150-153. Учитывая эти факторы, Кингу заявили, что роман должен быть сокращён на 400 страниц и эту работу может выполнить либо сам автор, либо штатный редактор. Кинг решил всё сделать самостоятельно, поскольку «Doubleday» отказались издавать книгу не только в первоначальном варианте:150-153, но и виде романа в формате двух томов. Сдав роман «Противостояние», Кинг исполнил свои обязательства по контракту и после чего отказался от работы с издательством. Роман был издан в сентябре 1978 года тиражом в 35 000 экземпляров:150-153. За эту работу Кинг получил 1 500 000 долларов гонорара:154. В списки бестселлеров роман не попал.
К 1990 году Кинг нехотя вернулся к сотрудничеству с «Doubleday» с целью издания полной версии романа (без сокращений). Этому поспособствовало несколько факторов — во-первых, де-юре права всё ещё находились у этого издательства; во-вторых, после слияния с другими фирмами у организации сменилось руководство. Автор восстановил 100 000 слов, добавил новое начало и концовку:272-273 (у Стивена оставались как оригинальная печатная рукопись, набранная на печатной машинке «IBM Selectric», так и вырезанные фрагменты в текстовом редакторе). Обновив даты событий, он сместил время действия на 10 лет вперёд (с 1980-го на 1990 год), добавил новый материал, изменил культурные отсылки и переписал несколько глав:134. Кинг надеялся, что увеличение и без того не маленькой книги не будет расцениваться как потворство хорошо продаваемому автору. Эта версия увидела свет также из-за многочисленных просьб читателей: «Я бы этого не сделал, если бы не считал, что те куски, которые пришлось выбросить из исходной рукописи, обогащают роман, и я был бы лжецом, если бы не признался, что мне любопытно, как будет принята полная версия», — отмечал Кинг.
Издание под названием «Противостояние: полное издание без сокращений» (англ. The Stand: The Complete & Uncut Edition) содержало 12 чёрно-белых иллюстраций Берни Райтсона, художника в жанре фэнтези. Иллюстрации появились исключительно благодаря достигнутой договорённости между автором и художником. Кинг лично оплатил заказ, что, впрочем, не помешало Райтсону вести переговоры с «Doubleday» о продаже прав на публикацию. Райтсон был поражён щедростью Стивена, и пояснил, что он «не имел никакого интереса воспользоваться ситуацией в финансовом отношении». Компания считала, что роман не будет иметь коммерческого успеха, однако она не учитывала его мифологию и многолетнее ожидание, подстёгиваемое слухами о существовании полной версии. Их сомнения оказались беспочвенными — роман отлично продавался, несмотря на высокую цену в 24,95 $ и внушительный объём:272-273. Первый тираж этой версии составил 500 000 экземпляров. По итогам 1990 года было продано 653 828 экземпляров романа. Всего в США роман разошёлся тиражом в 4 500 000 экземпляров и вошёл в список бестселлеров по версии «Publishers Weekly» за 1990 год. По количеству текста эта версия романа считается самой объёмной работой автора. В 2014 году издательство «Cemetery Dance Publications» объявило, что роман выйдет в обновлённом негабаритном издании на плотной бумаге с новым предисловием, вместе с пятью романами писателя, издававшимися «Doubleday» с 1974 по 1983 годы.
Впервые на русском языке роман увидел свет в 1993 году. Издательство «Кэдмэн» выпустило роман в двух томах в переводе Алексея Медведева под названием «Армагеддон»:374; текст при этом был сокращён примерно на треть:88-89. Позже роман в этой вариации появлялся под наименованием «Последний рубеж». В 1995 году роман вышел в полной версии под названием «Исход»:374; переводчик в издании указан не был, эта версия издавалась всего один раз (по предположению Вадима Эрлихмана, перевод принадлежал Ф. Сарнову). В 1997 году появились две версии перевода Ф. Сарнова — в издательствах «АСТ» и «Мир»:374, при этом одна из них содержала 78 глав, другая — только 73 главы; именно сокращённую версию впоследствии неоднократно переиздавали. Выход полной версии романа в новом переводе Виктора Вебера состоялся в 2012 году. В том же году на английском языке вышла и аудиокнига, текст читал Гровер Гарднер.

## Критика

### Номинации
| Год  | Премия                     | Категория                                   | Лауреаты                                        | Результаты |
| ---- | -------------------------- | ------------------------------------------- | ----------------------------------------------- | ---------- |
| 1979 | «Балрог»                   | Лучший роман                                | «Противостояние»                                | Номинация  |
| 1979 | «Локус»                    | Лучший роман                                | «Противостояние»                                | Номинация  |
| 1979 | «Гэндальф»                 | Лучшая фантастика книжного формата          | «Противостояние»                                | Номинация  |
| 1979 | «Всемирная премия фэнтези» | Лучший роман                                | «Противостояние»                                | Номинация  |
| 1980 | «Балрог»                   | Лучший роман                                | «Противостояние»                                | Номинация  |
| 1991 | «Локус»                    | Лучший роман жанра «ужасы»/«тёмное фэнтези» | «Противостояние: полное издание без сокращений» | Номинация  |

### Отзывы
Роман «Противостояние» называли величайшим, лучшим, и, вероятно, самым популярным и самым любимым поклонниками произведением Кинга.
Книгу неоднократно упоминали в различных рейтингах. По результатам голосования, организованного журналом «Rolling Stone», роман в десятке лучших произведений автора занял первое место. Журнал «Locus» в 1987 году поставил его на 23 место в списке фантастических романов всех времён, «National Public Radio» — на 25 место в сотне научно-фантастических книг, «Time» — на второе место в десятке постапокалиптических книг. Согласно опросам британских читателей, проведённым в 1996 году и организованным телеканалом «Channel 4» совместно с сетью Waterstones, роман «Противостояние» занял 73-ю позицию в рейтинге «Книги столетия» (англ. Books of the Century). Произведение расположилось на 29-й позиции в читательском рейтинге сотни лучших романов, организованном «Modern Library», и заняло 6-е место в списке лучших книг второго тысячелетия по версии «Amazon» (англ. Amazon Best of Millennium Poll). В числе 200 лучших книг по версии BBC роман находится на 53 месте. Полная версия романа достигла первого места в списке бестселлеров по версии газеты «The New York Times»:272-273, продержавшись в нём 35 недель.

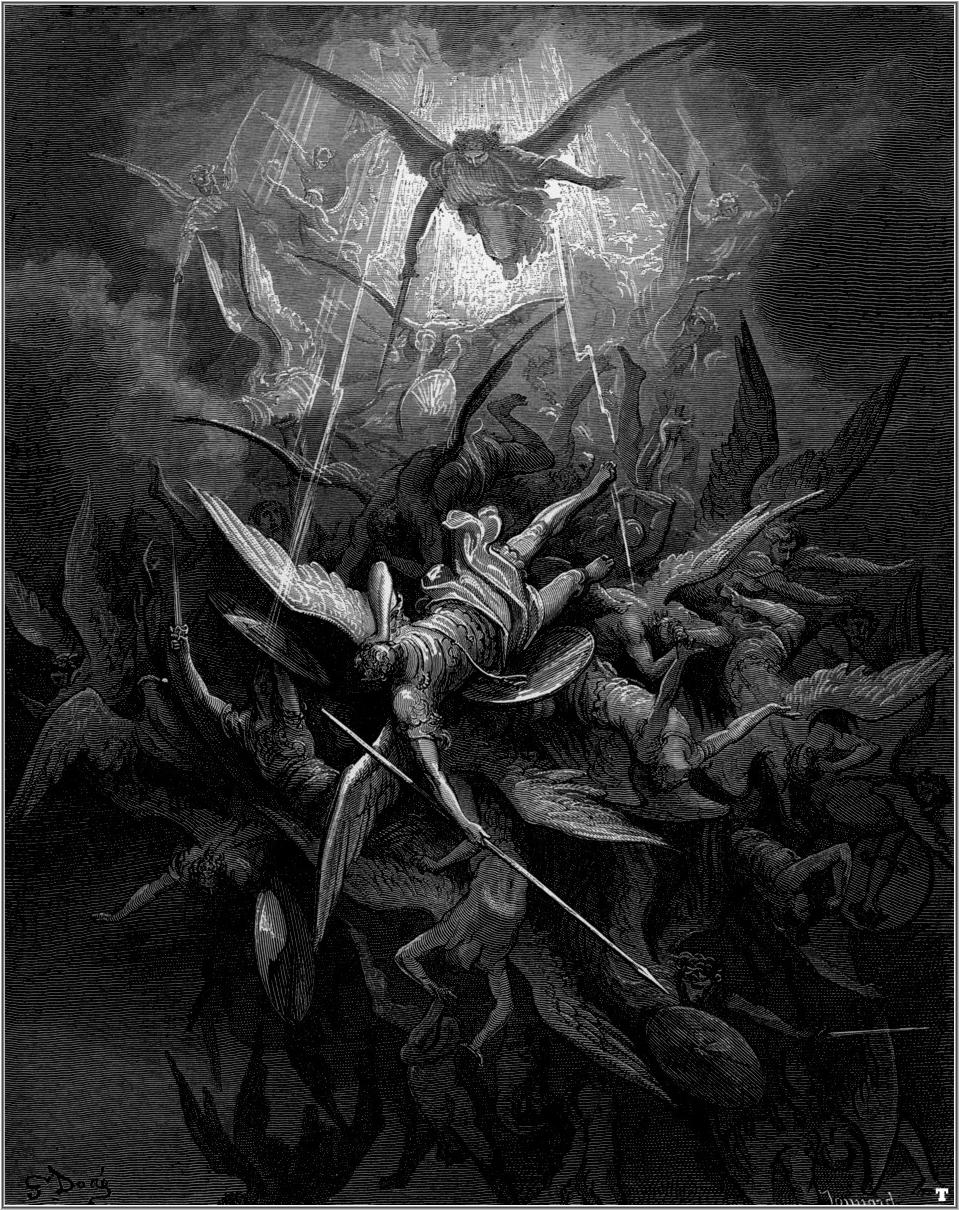
В романе присутствуют библейские мотивы, а ядерный взрыв, в котором видится «Рука Бога», указывает на подлинные религиозные представления об апокалипсисе со стороны Кинга

Роман появился на пике творческой формы писателя. В первой части романа Кинг рисует масштабную картину происходящего, в которой Америка превращается в призрак прежнего мира. Постепенно постапокалипсис приобретает мистические черты с христианской направленностью; Кинг талантливо изображает несколько десятков персонажей, совершающих своеобразное паломничество через страну. Вторая часть романа, в которой раскрывается предательство одного из героев, становится ближе к психологическому триллеру. Третья же часть по своей концепции сражения с Флэггом напоминает аналог «Возвращения короля». Особо близки к творчеству Джона Толкина заключительные 60 страниц романа, в которых трое персонажей изо всех сил пытаются вернуться домой, по возвращении поняв, что изменился не только мир вокруг, но и они сами. Многие критики считали «Противостояние» эпичной историей о борьбе добра и зла:202.
В романе присутствуют романтические линии, пророчества, аллегории, фантастика и реализм. Расширение книги привело к более глубокому раскрытию персонажей, добавило внутренних диалогов и духовного самоанализа. Произведение сравнивали с ветхозаветной Книгой Иова. К числу литературных достоинств критики относили увлекательность и содержательность, удачно показанную сатиру на современное общество. На фоне подобных романов, «Противостояние» выделяется актуальностью поднятых проблем и живыми персонажами. Новое начало расширенного издания добавляет истории правдоподобия, а обновлённое окончание оставляет возможность для написания продолжения. Среди слабых сторон книги — схематичность антагониста и затянутость отдельных эпизодов романа. Грейди Хендрикс к числу наиболее серьёзных проблем книги относил сюжетный дуализм, в котором есть чёткое деление на белое и чёрное, а также вездесущее подталкивание действия в виде Бога из машины, особо заметное при появлении ядерной бомбы. Вадим Эрлихман отмечал, что в обилии персонажей были и свои минусы — к концу романа они «начинали путаться под ногами», из-за чего от них пришлось избавиться «притянутым за уши трюком» в виде ядерного взрыва:121.
Профессор Гарвардского университета Роберт Кейли со страниц «The New York Times» насмешливо отзывался о размере книги, вопрошая, что может быть больше «Улисса», «Моби Дика» и «Войны и мира»: «Если вы предположили Библию или телефонный справочник Манхэттена, то вы ошиблись». Роман содержит множество отсылок к американским культурным иконам, сталкивая «Закон Лос-Анджелеса» и «Волшебника страны Оз», «В дороге» и «Гроздья гнева», Гекльберри Финна и Рэмбо. По его мнению, литературные аллюзии в романе выглядят как литературный эквивалент мегамонополии, в которой владелец напоказ выставляет фирменные бренды, чтобы показать важность недавно купленного актива. Некоторые авторы видели в романе метафору плачевного состояния дел в США. Советский критик Николай Пальцев отмечал, что действие одного оружия массового уничтожения делает неизбежным применение другого — такова цепная реакция насилия, возведённого в принцип технологической целесообразности. Опрометчивое использование военными экспериментального оружия, приводящее к уничтожению мира, роднит роман «Противостояние» с повестью «Туман».

## Адаптации

### Мини-сериал 1994 года
Кинг видел в роли Рэндалла Флэгга Роберта Дюваля, а также считал, что из Брюса Спрингстина вышел бы любопытный Ларри Андервуд. Когда автор стал писать сценарий, он предполагал, что адаптация будет воплощена в жизнь в форме театральной постановки. Однако итоговый вариант скрипта, несмотря на множественные сокращения, всё равно был очень длинным. Стивен обсуждал с Джорджем Ромеро возможность съёмок полнометражного фильма в двух частях, однако позже поступило предложения от телеканала «ABC» о создании мини-сериала. Кинг согласился, кардинально поменяв свой подход к кинопроизводству — он занял пост второго продюсера и присутствовал на площадке практически все 125 дней съёмок. Режиссёром сериала был назначен Мик Гаррис: «Из всех кинопроектов, которыми я занимался, „Противостояние“ — самый важный. Я вложил в него огромное количество труда и усилий, которые стоят двух или даже трёх любых моих романов», — заявлял автор:302-304.
Старший сын Кинга, Джо Хилл, взяв академический отпуск, присоединился к съёмочной группе в качестве ассистента режиссёра. Сам писатель сыграл эпизодическую роль Теодора (Тедди) Вейзака. Кинг отмечал, что ему «в кои-то веки» досталось необычное амплуа, поскольку после «Калейдоскопа ужасов» он получал только однотипные роли.
Впервые четырёхсерийный мини-сериал транслировался «ABC» 8 мая 1994 года:302-304. Его показ поднял продажи книги и она вновь вернулась в список бестселлеров. Сериал получил благоприятные критические отзывы. Кинг называл цензоров компании «ABC» «упёртыми уродами». Писателя мало волновали разного рода правки, пока один случай не переполнил чашу его терпения: «[…] мы добрались до сцены, где моя героиня произносит следующую фразу: „Раз тебе так важна работа — не выпускай её из рук и засунь поглубже в жопу!“ Как мне кажется, слово „жопа“ небезызвестно и весьма употребимо на телевидении, но цензоры заявили мне, что это не пройдёт никогда. Видимо, процесс помещения работы в жопу слишком будоражил их сознание. Поэтому в фильме вы услышите лишь: „…и засунь её поглубже!“ Но знайте: я всегда был за „жопу“».

### Мини-сериал 2020 года

Иллюстрация на обложке второго выпуска первого тома «Капитан Торч»; в отражении костюма биозащиты — Стюарт Редман

Первые новости о появлении новой экранизации появились в январе 2011 года, когда «Warner Bros.» и «CBS Films» анонсировали экранизацию романа, которую они планировали снять в духе телесериала «Остаться в живых» и творчества группы «Anthrax». Студия рассматривала возможность съёмок трилогии и вела переговоры с Дэвидом Йейтсом. К проекту присоединился Стив Кловис в качестве сценариста, однако уже к октябрю и Йейтс и Кловис отказались от работы. Режиссёр мотивировал это тем, что несмотря на всю любовь к творчеству писателя и к «Противостоянию» в частности, он не мог «поставить такой фильм, который в конечном счёте студия надеялась получить». Дэвид выразил мнение, что к экранизации больше бы подошёл формат сериала. На смену ему пришёл Бен Аффлек, который спустя непродолжительное время покинул проект из-за участия в фильме «Бэтмен против Супермена: На заре справедливости». Его преемником был назначен Скотт Купер, отказавшийся от своего поста из-за творческих разногласий. По слухам, Купер настаивал на рейтинге R, в то время как студия требовала рейтинг PG-13.
Переговоры велись с Полом Гринграссом, однако режиссёрское кресло досталось Джошу Буну, которому предстояло переработать сценарные наработки Стива Кловиса и Дэвида Кайганича. Бун пообещал снять трёхчасовой фильм с рейтингом R, актёрским составом «класса А» и бюджетом в 87 000 000 долларов. После планы по съёмкам неоднократно менялись — то студия дала карт-бланш на четыре фильма, то посчитала квадрологию рискованной и решила обратиться к телевидению. «Showtime» в сотрудничестве с «Warner Bros.» планировали выпустить 8 эпизодов сериала, которые подготовят зрителя к полнометражному фильму и позволят охватить больше событий романа. По сути от успеха сериала и зависело появление полного метра. К проекту присоединился Мэттью Макконахи, получив роль антагониста — Рэндалла Флэгга, хотя изначально режиссёр хотел, чтобы он сыграл Стюарта Редмана.
Так и не дождавшись начала съёмок, Бун занялся экранизацией другого произведения Кинга — романа «Возрождение» (которая в итоге так и не была снята), а работа над экранизацией «Противостояния» прекратилась. В интервью создатели сообщали, что одновременная мировая премьера фильма и сериала были бы «логистическим кошмаром» и эта идея была «выброшена за борт». Права на картину перешли от «Warner Bros.» к «CBS Films», однако финансирование на съёмки не было выделено, а окончательное количество фильмов не было определено. Продюсер Рой Ли сообщал о возможности постановки двух фильмов. В итоге по книге был поставлен девятисерийный мини-сериал по заказу телеканала «CBS All Access». Продюсером и режиссёром все же выступил Джош Бун.

### Графический роман
Расширенная версия романа была адаптирована в формате графического романа, который выпускался «Marvel Comics» c 10 сентября 2008 года по 11 января 2012 года. За сценарий отвечал Роберто Агирре-Сакаса, а за художественное оформление — Майк Перкинс. Это был второй проект, в котором Стивен сотрудничал с «Marvel Comics» — до этого он дал согласие на выпуск графического романа по циклу «Тёмная Башня». События романа уместились в 31 выпуск в 6 томах. «Нет ничего более интересного и приносящего больше удовольствия, чем видеть, как твоя старая работа обретает новую жизнь», — заявлял Кинг. Главный редактор «Marvel Comics» считал саму возможность визуализации эпопеи невероятно волнующей.
Благодаря соглашению с «Random House» и «Doubleday Broadway Publishing Group», в 2010 году комикс появился в книжных магазинах в твёрдом переплёте. У писателя в комиксе есть два камео — художник фактически срисовал Гарольда Лаудера (бойфренда Фрэнни) с фотографий Кинга; также в комиксе появляется сам Стивен Кинг, но под своим псевдонимом Ричард Бахман (6 том, 29 выпуск). Адаптация была благосклонно встречена критиками, хвалившими глубокую интерпретацию повествования с грамотными диалогами, а также визуальную реалистичность.

### Полнометражный фильм
В 2025 году издание Deadline Hollywood сообщило о том, что для Paramount Pictures будет разработана экранизация романа в виде полнометражного фильма, постановкой которого займётся Даг Лайман.